# 恋をしてゆこう
「恋をしてゆこう」（こいをしてゆこう）は、2006年6月28日に発売された德永英明36枚目のシングル。

## 解説
「SAYONARAの理由/ボクニデキルコト」以来、5か月ぶりのシングル。
カップリング曲含めた全3曲に全てタイアップが付いている。
「恋をしてゆこう」ミュージック・ビデオ監督はHiguchinsky。

## タイアップ
恋をしてゆこう：JR東日本「大人の休日倶楽部2006」CMソング
home：テレビ東京系「ワールドビジネスサテライト」エンディング曲
夢を信じて ～20th Anniversary Track～：フジテレビ系「めざましテレビ」内「めざまし調査隊 ワールドキャラバン」テーマソング

## 収録曲
全作曲：德永英明　編曲：坂本昌之
1. 恋をしてゆこう(4:39)
  - 作詞：山田ひろし
2. home(5:39)
  - 作詞：MIZUE
3. 夢を信じて ～20th Anniversary Track～(4:19)
  - 作詞：篠原仁志
  - 1990年1月16日に発売された9thシングルのセルフカバー。
4. 恋をしてゆこう (instrumental)(4:39)
5. home (instrumental)(5:38)
6. 夢を信じて ～20th Anniversary Track～ (instrumental)(4:17)

## 収録アルバム

### 恋をしてゆこう
- ベスト『SINGLES BEST』（2008年8月13日）

### home
- ベスト『SINGLES B-side BEST』（2008年8月13日）